# Kreuz Neersen
Kreuz Neersen is een knooppunt in de Duitse deelstaat Noordrijn-Westfalen. Op dit knooppunt kruist de A44 Mönchengladbach-Kassel de A52 Elmpt-Düsseldorf.

## Geografie
Het knooppunt ligt in het stadsdeel Neersen, waar het naar vernoemd is, in de stad Willich in de Kreis Viersen, op de gemeentegrens met Mönchengladbach.
Nabijgelegen stadsdelen zijn Neersen en Schiefbahn van Willich en Neuwerk van Mönchengladbach.
Het knooppunt ligt ongeveer 5 km ten noordoosten van het centrum van Mönchengladbach, ongeveer 20 km ten westen van Düsseldorf en ongeveer 15 km ten zuidwesten van Krefeld.

## Configuratie
Het is een klaverbladknooppunt met één windmolenaansluiting en rangeerbanen voor de A52. Nabij het knooppunt hebben beide snelwegen 2x2 rijstroken. Alle verbindingswegen hebben één rijstrook. De verbindingsboog vanuit Mönchengladbach-Ost naar Roermond ontbreekt. Verkeer maakt hiervoor gebruik van een nabijgelegen aansluiting om te keren.

## Verkeersintensiteiten
Dagelijks passeren ongeveer 100.000 voertuigen het knooppunt.
| Van                               | Naar                 | Gemiddeld aantal voertuigen per dag | Percentage vravhtverkeer |
| --------------------------------- | -------------------- | ----------------------------------- | ------------------------ |
| AS Mönchengladbach-Ost (A 44)     | AK Neersen           | 21.000                              | 6,9 %                    |
| AK Neersen                        | AS Neersen (A 44)    | 59.400                              | 8,6 %                    |
| AS Mönchengladbach-Neuwerk (A 52) | AK Neersen           | 73.900                              | 9,5 %                    |
| AK Neersen                        | AS Schiefbahn (A 52) | 42.800                              | 8,8 %                    |

## Richtingen knooppunt
| Aansluitende wegen                       | Aansluitende wegen               | Aansluitende wegen                         | Aansluitende wegen | Aansluitende wegen |
| ---------------------------------------- | -------------------------------- | ------------------------------------------ | ------------------ | ------------------ |
|                                          |                                  | richting Neersen / Krefeld Düsseldorf-Nord |                    |                    |
|                                          |                                  |                                            |                    |                    |
| richting Mönchengladbach Aken / Roermond | richting Schiefbahn / Düsseldorf |                                            |                    |                    |
|                                          |                                  |                                            |                    |                    |
|                                          |                                  | richting Mönchengladbach-Ost               |                    |                    |